# Necroscia monticola
Necroscia monticola är en insektsart som beskrevs av Günther 1935. Necroscia monticola ingår i släktet Necroscia och familjen Diapheromeridae. Inga underarter finns listade i Catalogue of Life.